# Монрево-сюр-Евр
Монрево-сюр-Евр (фр. Montrevault-sur-Èvre) — муніципалітет у Франції, у регіоні Пеї-де-ла-Луар, департамент Мен і Луара. Монрево-сюр-Евр утворено 15 грудня 2015 року шляхом злиття муніципалітетів Ла-Буассєр-сюр-Евр, Шодрон-ан-Мож, Ла-Шоссер, Ле-Ф'єф-Совен, Ле-Фюїє, Монрево, Ле-Пюїзе-Доре, Сен-П'єрр-Монлімар, Сен-Кантен-ан-Мож, Сен-Ремі-ан-Мож i Ла-Саль-е-Шапель-Обрі. Адміністративним центром муніципалітету є Монрево. Населення — 15 755 осіб (01.01.2021).